# Lore De Schepper
Lore De Schepper (* 12. November 2005 in Lokeren) ist eine belgische Radrennfahrerin, die auf der Straße und im Cyclocross aktiv ist.

## Sportlicher Werdegang
Als Juniorin war De Schepper Mitglied der Nationalmannschaft und startete wiederholt im UCI Women Junior Nations’ Cup sowie bei Welt- und Europameisterschaften auf der Straße und im Cyclocross. Zur Saison 2024 wurde sie mit dem Wechsel in die U23 Mitglied im Team AG Insurance-Soudal NXTG, dem Development Team des AG Insurance-Soudal Team. Bereits im April erzielte sie beim Grand Prix de Chambéry ihren ersten Sieg bei einem internationalen Rennen. Unmittelbar im Anschluss kam sie bei der kleinen Rundfahrt Gracia Orlová auf den fünften Gesamtrang.
Noch im Verlauf der Saison 2024 wechselte De Schepper vom Development Team in das UCI Women’s WorldTeam und bestritt als erstes Rennen den Giro d’Italia Donne 2024. Bei der Tour de l’Avenir Femmes schied sie im Trikot der Nationalmannschaft nach dem Sieg im Prolog und dem dritten Platz auf der ersten Etappe gesundheitsbedingt aus. 

## Erfolge
2024
- Grand Prix de Chambéry
- Bergwertung Gracia Orlová
- Prolog Tour de l’Avenir Femmes

2025
- Bergwertung Gracia Orlová